# Марьевка (Доманёвский район)
Ма́рьевка (укр. Мар’ївка) — село в Доманёвском районе Николаевской области Украины.
Население по переписи 2001 года составляло 349 человек. Почтовый индекс — 56419. Телефонный код — 5152. Занимает площадь 0,825 км².

## История
В 1945 г. Указом ПВС УССР село Маринбуг переименовано в Марьевку.

## Местный совет
56419, Николаевская обл., Доманёвский р-н, с. Богдановка, ул. Ленина, 46